# Hadrothemis coacta
Hadrothemis coacta là một loài chuồn chuồn ngô thuộc họ Libellulidae. Nó được tìm thấy ở Angola, Cameroon, Cộng hòa Congo, Cộng hòa Dân chủ Congo, Bờ Biển Ngà, Guinea Xích Đạo, Gabon, Ghana, Liberia, Nigeria, và Uganda. Các môi trường sống tự nhiên của chúng là các khu rừng ẩm ướt đất thấp nhiệt đới hoặc cận nhiệt đới, đất ngập nước với cây bụi là chủ yếu, và đầm nước ngọt có nước theo mùa.